# Convenção (Revolução Francesa)

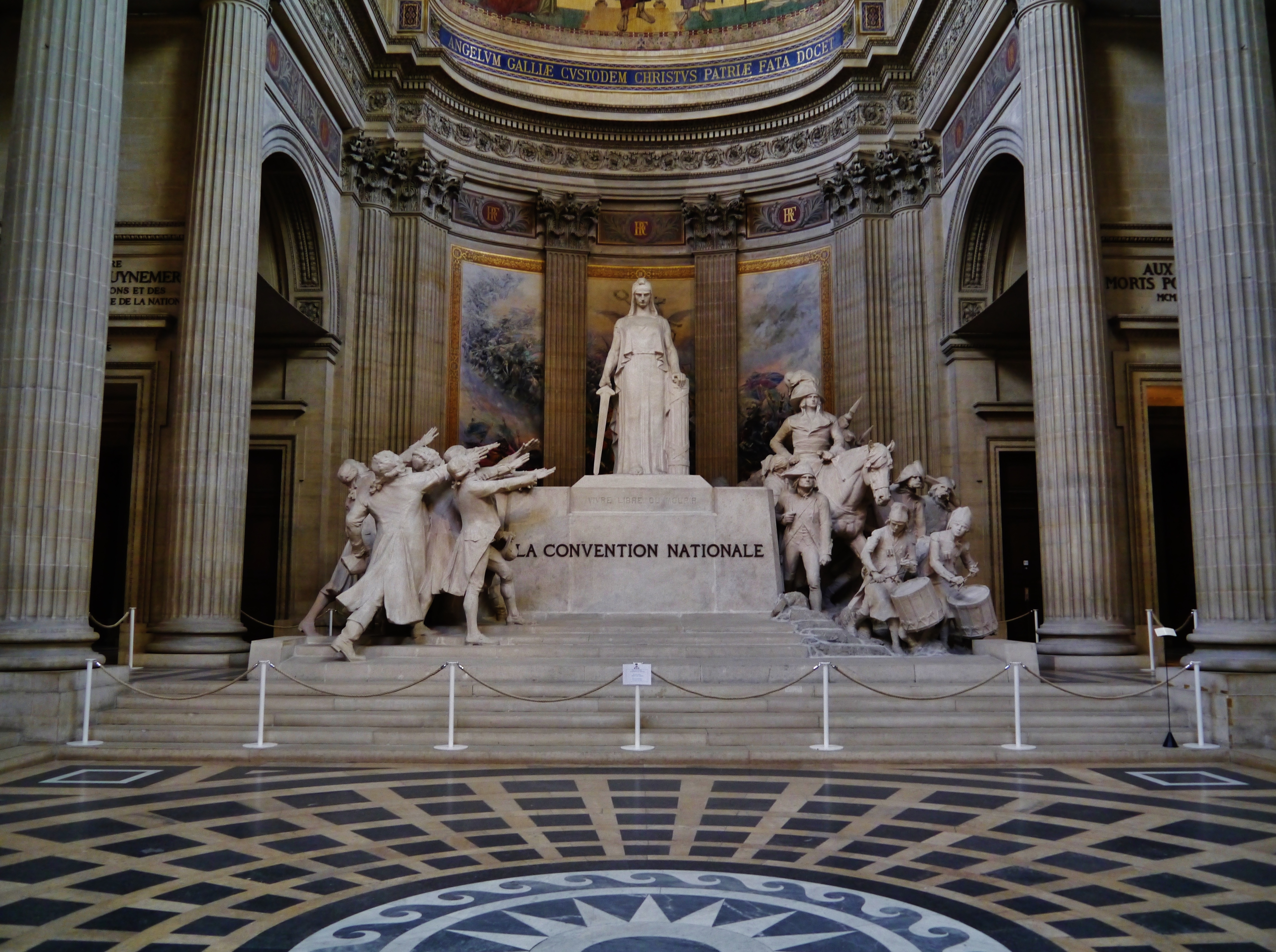
Autel de la Convention nationale ou Autel républicain, Panthéon, França.

Convenção Nacional ou simplesmente Convenção é a denominação dada ao regime político que vigorou na França entre 20 de setembro de 1792 e 26 de outubro de 1795, no processo da Revolução Francesa. Sucedeu ao regime da Assembleia Nacional Legislativa (o parlamento francês instituído pela Constituição de 1791) e fundou a Primeira República Francesa. Seus membros foram eleitos por sufrágio universal masculino, fato inédito na França e no mundo, com a finalidade de dar uma nova constituição ao país, o que se tornara necessário desde a destituição de Luís XVI, em agosto de 1792. É considerada pela historiografia como a primeira fase da Revolução.

## Histórico

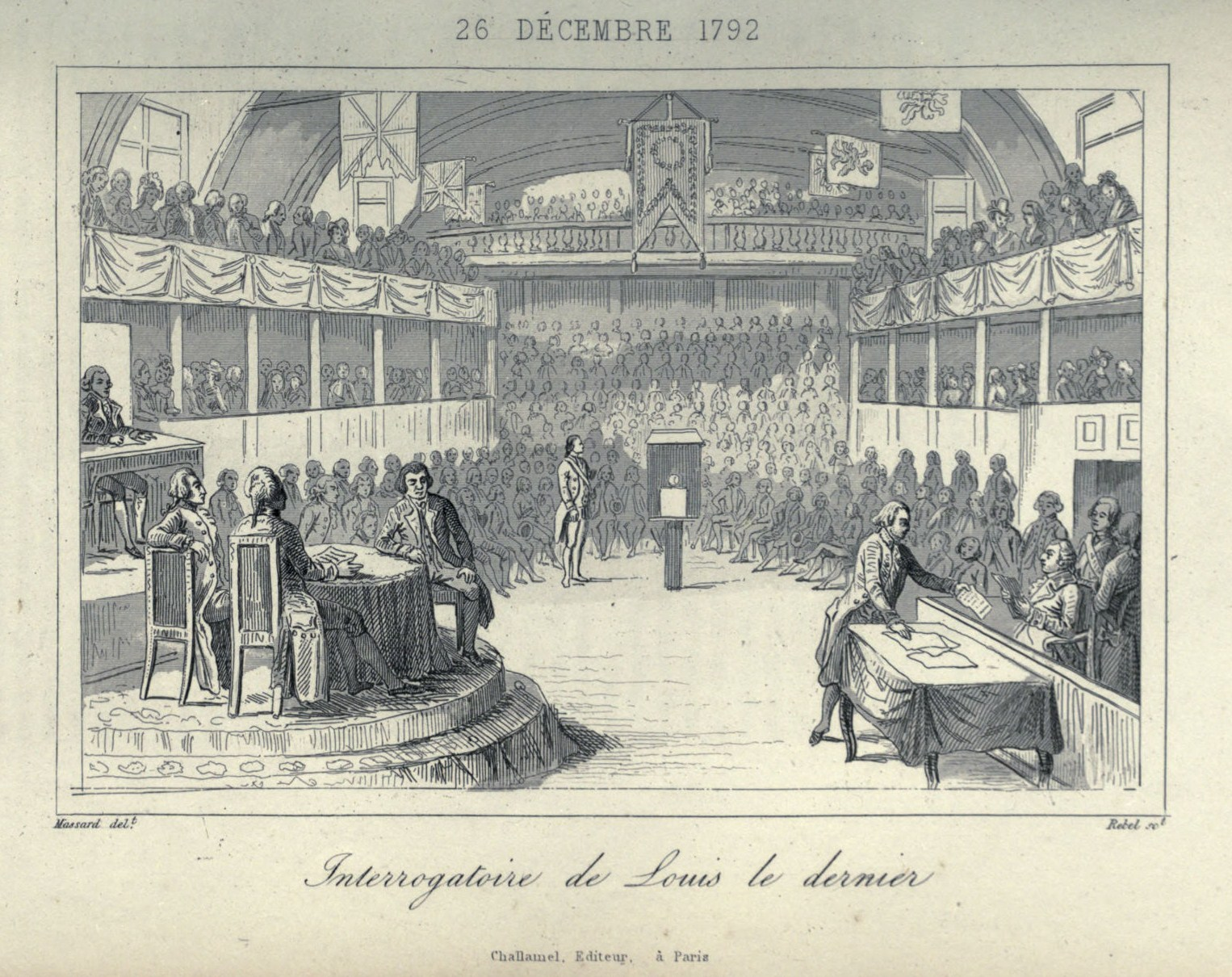
Luís XVI, sendo julgado pela Convenção, na Sala do Manège, durante o processo de Luís XVI.

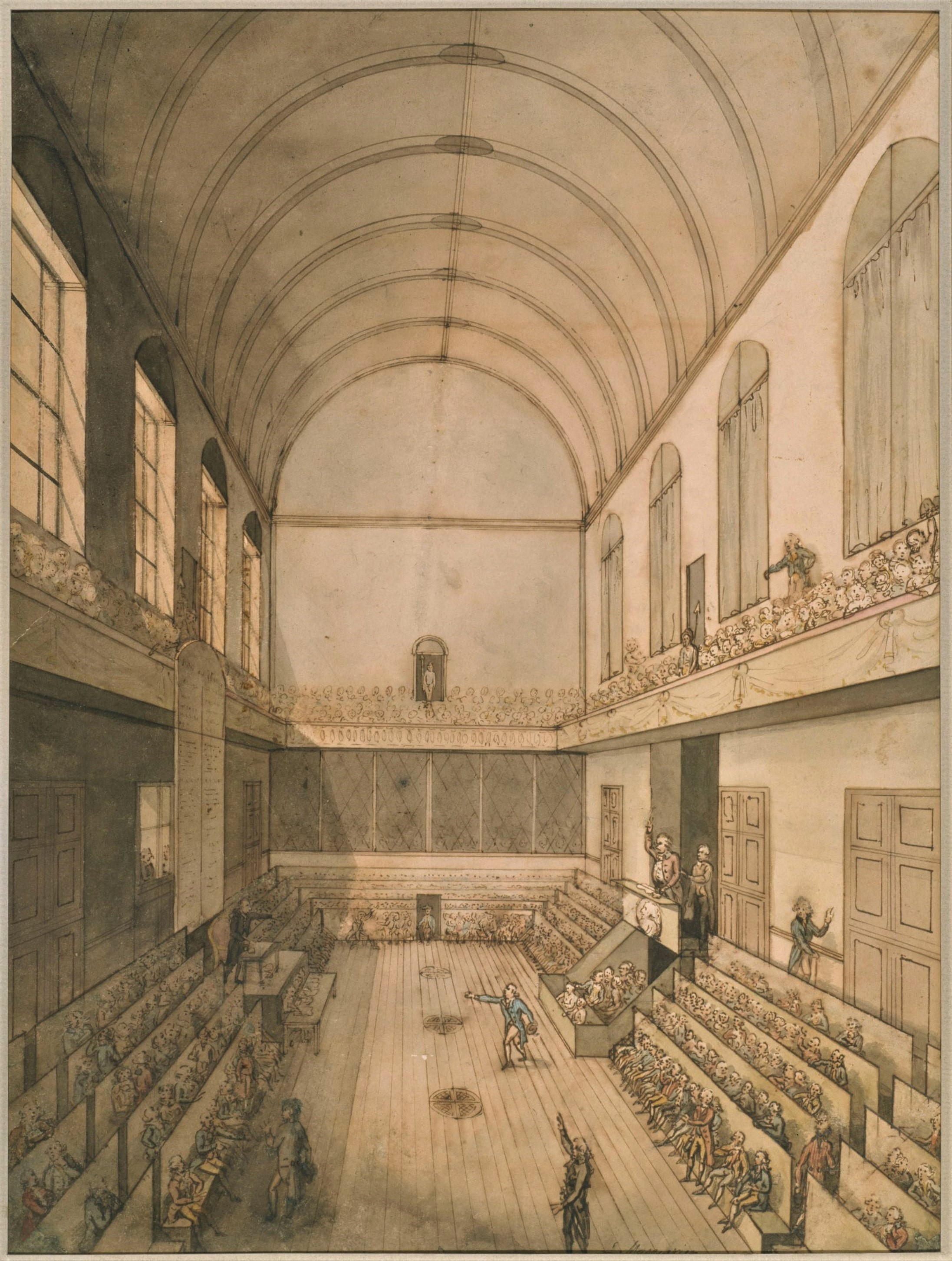
Sala do Manège das Tulherias, local de reunião da Convenção Nacional até 9 de maio de 1793.

Desde a sua primeira sessão, a Convenção, que exercia o poder legislativo, aboliu a realeza após as intervenções de Collot d'Herbois e do  abade Grégoire que declarou:

Os reis estão para a ordem moral assim como os monstros estão para a ordem física. As cortes são a oficina do crime, o lar da corrupção e o refúgio dos tiranos. A história dos reis é o martirológio das nações.
Na manhã seguinte, é proclamado o ano I do calendário republicano. A Constituição do ano I, uma constituição democrática (embora votada por sufrágio universal apenas masculino) e descentralizadora, foi elaborada quando a Convenção era dominada pelos montagnards e promulgada solenemente em 10 de agosto de 1793 após referendum, porém jamais foi aplicada em razão do estado de guerra interna e externa.
Em 10 de outubro de 1793, a Convenção consagrou o estabelecimento de um regime de Terror, declarando:

O governo provisório da França será revolucionário até a paz.
Os jacobinos (partido da pequena e média burguesia liderado por Robespierre) constituíam a maioria dos membros da Convenção. Para fins legislativos e administrativos esta última criou — entre outros — o Comitê de Salvação Pública e o Comité de Segurança Geral.
Em consequência do predomínio das alas radicais, o novo governo ordenou a execução de Luís XVI, em janeiro de 1793. Assustados com a radicalização do processo, as monarquias absolutistas da Europa resolveram se mobilizar contra a revolução. A Inglaterra, que temia a concorrência comercial de uma fortalecida burguesia francesa, financiou os exércitos da Primeira Coligação, formados por tropas espanholas, austríacas, prussianas e holandesas, para atacar a França revolucionária. Ao mesmo tempo em que esses exércitos se organizavam, a instabilidade política e econômica tomava o país de assalto.
Em junho de 1793 os jacobinos impeliram os sans-culottes a perseguir e prender os girondinos. Com isso, Marat, Hébert, Danton e Robespierre formaram a chamada Convenção Montanhesa. Nessa nova etapa, a Convenção passou a contar com uma série de comitês responsáveis por diferentes tarefas. O Comité de Segurança Geral era responsável por conter as revoltas internas (ver: Revolta lionesa contra a Convenção). O Comitê de Salvação Pública comandava os exércitos e administrava as finanças públicas. Por último, o Tribunal Revolucionário prendia e julgava os traidores da revolução.
A instabilidade política e o clima de desordem pioraram entre 1793 e 1794. Sob o mando de Robespierre o chamado Terror se instalou nas ruas de Paris. Várias pessoas, consideradas traidoras do ideal revolucionário, foram julgadas e executadas sumariamente. Várias leis de forte apelo popular foram instauradas.
O tabelamento dos preços, estabelecido pela Lei do Preço Máximo, tentava controlar o processo inflacionário da economia. Vários bens da Igreja e da nobreza foram vendidos em leilões públicos. O ensino público gratuito também foi outra grande medida dos revolucionários jacobinos. No plano exterior, ordenaram o fim da escravidão colonial incentivando novos processos de independência no continente americano.
A onda de prisões e assassinatos, a pressão das forças militares externas e o enfraquecimento da economia causaram a desorientação dos radicais. A desordem chegou a tal ponto que os próprios jacobinos foram vítimas de perseguição política. Perdidos no calor dos problemas que afligiam a revolução os jacobinos pereceram frente ao golpe político organizado pela burguesia.
Em 27 de julho de 1794, os girondinos retiraram Robespierre do comando do poderoso comitê de salvação pública, e por consequência, da própria Convenção, até então atemorizada com as mais de 5 mil execuções. Com a volta do projeto político da alta burguesia, as leis populares foram revogadas e uma nova constituição elaborada. Os setores populares foram excluídos dos quadros políticos. O novo governo seria exercido por um diretório constituído por cinco membros escolhidos pelos deputados. O regime da Convenção foi sucedido pelo Diretório, que teve início em 2 de novembro de 1795.